# Оскарвил (Аљаска)
Оскарвил (енгл. Oscarville) насељено је место без административног статуса у америчкој савезној држави Аљаска.

## Демографија
По попису из 2010. године број становника је 70, што је 9 (14,8%) становника више него 2000. године.
| Група             | 2000.    | 2010.    |
| Белци             | 0 (0,0%) | 2 (2,9%) |
| Афроамериканци    | 0 (0,0%) | 0 (0,0%) |
| Азијати           | 0 (0,0%) | 1 (1,4%) |
| Хиспаноамериканци | 0 (0,0%) | 0 (0,0%) |
| Укупно            | 61       | 70       |